# Tołcze (powiat sokólski)
Tołcze – wieś w Polsce położona w województwie podlaskim, w powiecie sokólskim, w gminie Kuźnica. Leży przy granicy z Białorusią. 
W latach 1975–1998 miejscowość należała administracyjnie do województwa białostockiego.
Wierni kościoła rzymskokatolickiego należą do parafii Świętej Trójcy i św. Dominika w Klimówce.
Leżą na trasie nielegalnej imigracji przez tzw. zieloną granicę.